# Greg Boyer
Gregory Vartl "Greg" Boyer, född 5 februari 1958 i New York, är en amerikansk vattenpolospelare. Han ingick i USA:s landslag vid olympiska sommarspelen 1988.
Boyer gjorde fyra mål i den olympiska vattenpoloturneringen i Seoul där USA tog silver. Förutom för OS-silver tog han guld i vattenpolo vid panamerikanska spelen 1987. Boyer studerade vid University of California, Santa Barbara.